# Polyscias zippeliana
Polyscias zippeliana là một loài thực vật có hoa trong Họ Cuồng cuồng. Loài này được (Miq.) Valeton miêu tả khoa học đầu tiên năm 1907.